# Eurycercus lamellatus
Eurycercus lamellatus är en kräftdjursart som först beskrevs av O. F. Mueller 1776.  Eurycercus lamellatus ingår i släktet Eurycercus och familjen Chydoridae. Inga underarter finns listade i Catalogue of Life.